# Folsom Europe

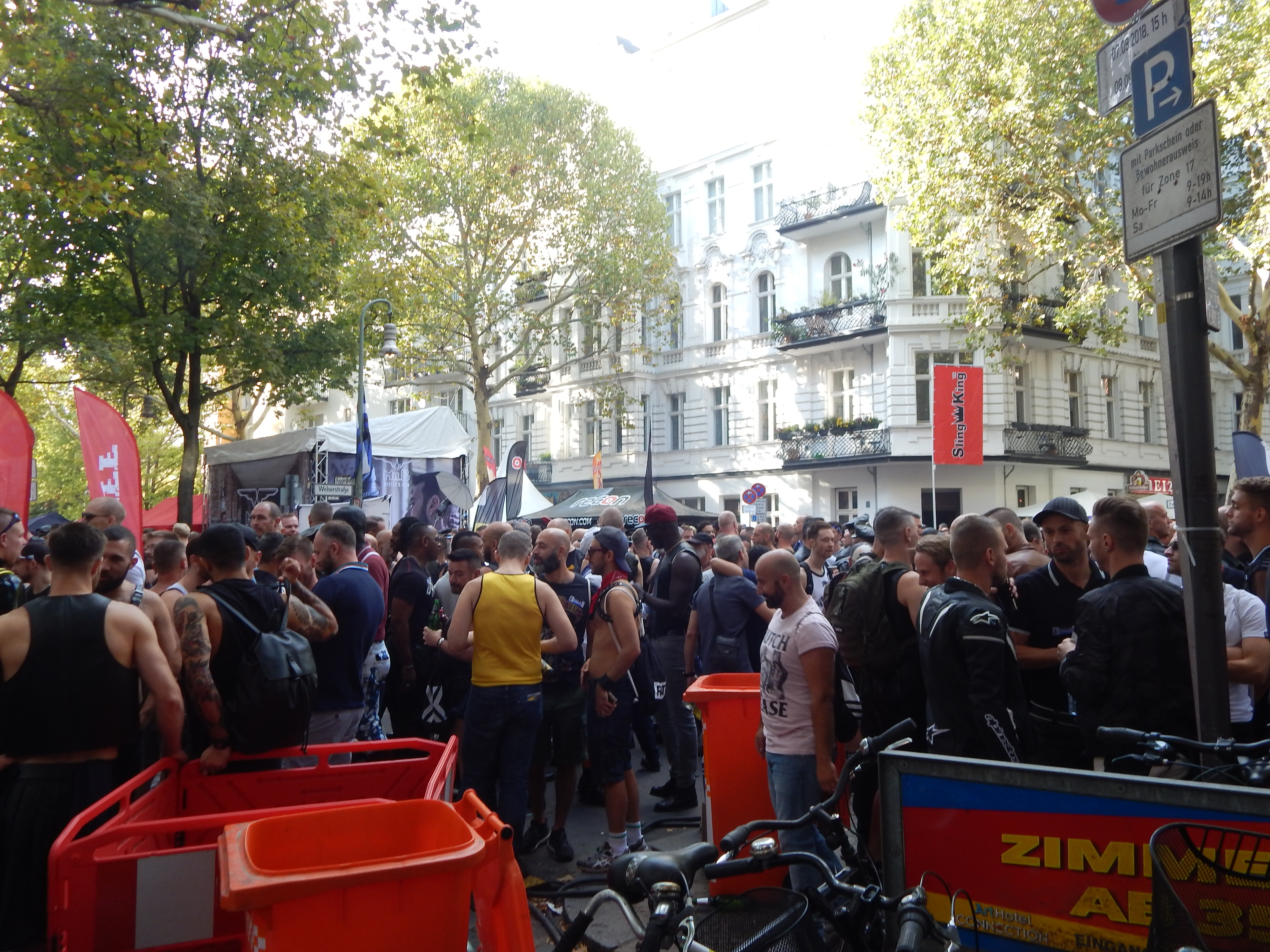
Folsom Europe Street Fair en 2018 à Berlin.

 Folsom Europe, également connu sous le nom de Folsom Straßenfest  (en anglais : Folsom Street Fest), est une foire annuelle de rue de la sous-culture BDSM et du cuir qui se tient en septembre à Berlin, en Allemagne, depuis 2003.

## Histoire
Folsom Europe a été créé en 2003, afin d'importer en Europe le concept de festival du cuir à but non lucratif lancé par la Folsom Street Fair à San Francisco, en Californie.
Aujourd'hui, c'est l'un des plus grands événements de fétichisme gay en Europe avec le Berlin Leder und Fetisch e. V. (ou BLF, anglais : Berlin Leather and Fetish) organisé à Pâques à Berlin. La zone principale des deux festivals fétichistes se trouve à Schöneberg. Le festival de rue Folsom Europe se déroule à Fuggerstrasse et Welserstrasse, près de Wittenbergplatz.
Folsom Europe est également le cadre de la Conférence allemande annuelle des détenteurs de titres, un événement qui rassemble des détenteurs de titres fétichistes du monde entier pour se rencontrer et collecter des fonds pour des organisations caritatives à Berlin. La collecte de fonds est une partie importante de cette fête de rue fétiche, car c'est le seul événement en Europe où les religieuses de l'Ordre des Sœurs de la Perpétuelle Indulgence se tiennent aux portes pour collecter des fonds auprès des visiteurs.